# Кахал Бру
Кахал Бру (ірл. Cathal Brugha; 18 липня 1874 — 7 липня 1922) — ірландський революційний лідер, відомий за Великоднім повстанням, війною за незалежність та громадянською війною в Ірландії. Був першим спікером ірландського парламенту.

## Життєпис
Народився в родині католички й протестантського мебляра-антиквара, який втратив спадок через одруження з представницею іншої конфесії. Навчався в єзуїтському коледжі Бельведер, однак недовчився в ньому, оскільки бізнес батька зазнав краху. Після цього Кахал разом з двома своїми братами заснував фірму з виробництва церковних свічок і взяв на себе роль комівояжера.
1899 року вступив до лав Гельської ліги. Там він познайомився зі своєю майбутньою дружиною, Кейтлін Кінгстон, з якою вони побрались 1912. 1913 року став лейтенантом Ірландських добровольців. Бру був другим командиром Південного Дублінського Союзу після Еймона Кента у Великодньому повстанні. Під час боїв зазнав важких поранень, лікувався упродовж наступного року, втім залишився кульгавим.
Бру реорганізував Добровольців та Громадянську армію в Ірландську республіканську армію (ІРА) та став її першим начальником штабу. Він запропонував проект республіканської конституції, який одноголосно ухвалила Шинн Фейн, до лав якої Бру вступив. 1918 він був обраний депутатом британського парламенту від графства Вотерфорд. У січні 1919 року обрані депутати Шинн Фейн оголосили про створення парламенту, який зібрали в будівлі дублінської мерії. Через відсутність Еймона де Валера й Артура Ґріффіта Бру став головою першого засідання парламенту 21 січня.
Кахал Бру був відомий своєю ворожнечею з Майклом Коллінзом, який, хоч і був нижчим в ієрархії ІРА, був одним з керівників революційного руху. Бру виступив за відмову від засідок і відкриття повноцінного фронту, проти чого була більша частина керівництва на чолі з Коллінзом.

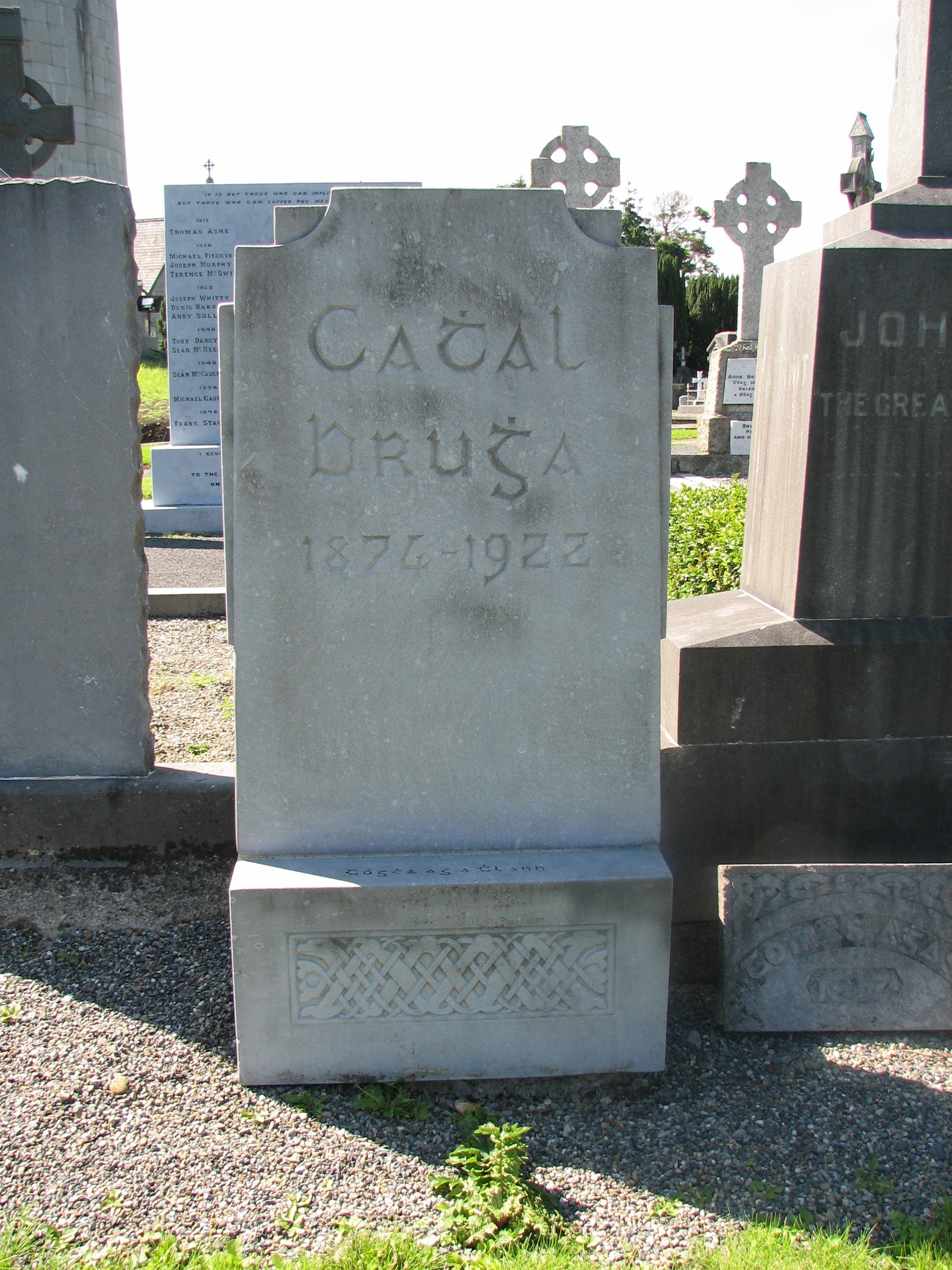
Могила Кахала Бру

7 січня 1922 року Бру проголосував проти Англо-ірландського договору. Під час дебатів Бру зазначив, що Ґріффіт назвав Коллінза «людиною, яка виграла війну», що принижує значення ІРА, в якій Коллінз посдав другорядний пост. Він залишив кабінет міністрів, пост міністра оборони зайняв Річард Мулкахі. Упродовж наступних місяців Бру намагався відмовити інших противників договору не підіймати зброю проти Вільної держави. Коли останні окупували будівлю Чотирьох судів, Бру закликав їх залишити позиції.
Після наступу урядових сил на Суди Трейнор наказав бійцям ІРА закріпитись на вулиці О'Коннелла, сподіваючись відтягнути частину національної армії на себе й розпочати перемовини з державою. 28 червня Бру був призначений на посаду командира О'Коннельського загону. В перших числах липня бої призвели до пожеж у будівлях, зайнятих бойовиками. Трейнор з більшою частиною бойовиків вийшли з них, Бру лишився з невеликим ар'єргардом. 5 липня він наказав бійцям здатись, але сам Бру не здався. Він вийшов до урядових військ, махаючи револьвером, і зазнав вогнепального поранення у стегно. 7 липня Бру помер через втрату крові. Був похований на цвинтарі Гласневін.